# Iván Moreno
Iván Jared Moreno Füguemann (ur. 17 stycznia 1998 w Puebli) – meksykański piłkarz występujący na pozycji prawego obrońcy lub prawego pomocnika, od 2023 roku zawodnik Leónu.